# Śniedek cienkolistny
Śniedek cienkolistny (Ornithogalum collinum Guss.) – gatunek roślin z rodziny szparagowatych. W Polsce występuje niemal wyłącznie w Małopolsce i na Dolnym Śląsku.

## Morfologia
ŁodygaGłąbik do 20 cm wysokości.
Liście5-6 równowąskich liści odziomkowych szerokości 1–2 mm.
KwiatyDziałki okwiatu białe z zielonym paskiem, szerokości 3–4 mm,  zebrane w 5-10-kwiatowe baldachogrono. Podsadka długości 2–4 cm. Szypułki długości 1–3,5 cm.
OwocTorebka wgłębiona na szczycie.

## Biologia i ekologia
Bylina, geofit. Kwitnie w kwietniu i maju. Gatunek charakterystyczny muraw kserotermicznych z rzędu Festucetalia valesiacae.

## Zagrożenia i ochrona
Roślina objęta w Polsce ścisłą ochroną gatunkową.
Roślina umieszczona na Czerwonej liście roślin i grzybów Polski (2006) w grupie gatunków wymierających, krytycznie zagrożonych (kategoria zagrożenia E). W wydaniu z 2016 roku otrzymała kategorię VU (narażony).